# NGC 5834
NGC 5834 est un amas globulaire situé dans la constellation du Loup à environ 104 000 a.l. (32.0 pc) du Soleil et à environ 84 000 a.l. (26.3 pc) du centre de la Voie lactée. Il a été découvert par l'astronome écossais James Dunlop en 1826. Cet amas globulaire a aussi été observé par l'astronome britannique John Herschel le 9 mai 1831 et il a été inscrit au New General Catalogue sous la désignation NGC 5824.

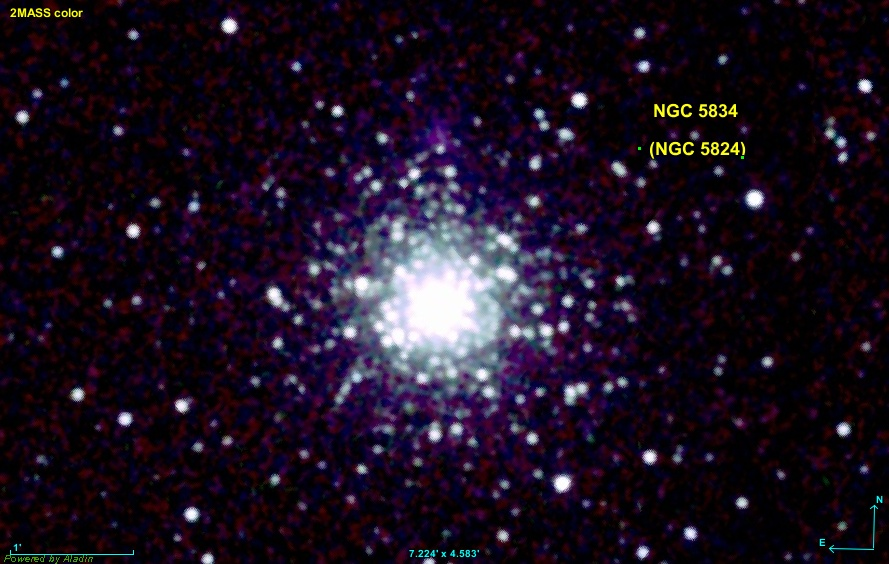
NGC 5834 dans le domaine de l'infrarouge par le relevé 2MASS.

Selon une étude publiée en 2010, la métallicité de NGC 5834 (NGC 5824 dans l'article) est égale à -1,60 [Fe/H] et son âge à 12,80 milliards d'années.